# 海特蓋馬克錫芬河
51°12′59.90″N 7°10′38.78″E / 51.2166389°N 7.1774389°E
海特蓋馬克錫芬河（德語：Heidter Gemark Siefen），是德國的河流，位於該國西部，處於北萊茵-威斯特法倫州，屬於薩爾巴赫河的右支流，河道全長0.04公里，河畔城鎮有伍珀塔爾。